# Запотеци
Запотеци (шп. zapoteca) су један од првих народа становника Мексика. У епохи пре доласка Европљана, имали су развијену цивилизацију у централном Мексику. Данас овај народ живи у мексичкој савезној држави Оахака.

## Историја
Није сасвим историјски јасно порекло овог народа. Време почетка њихове цивилизације оквирно се ставља у 1500. п. н. е.. У време шпанске инвазије у 16. веку, Запотеци су били најважнији народ у долини Оахака. Историчари сматрају да су Запотеци први створили неке сталне елементе средњоамеричких древних култура, као што су град-држава, систем рачуна са базом 20 и календар (који се некад приписује и Олмецима). 
Историјски центар запотечке цивилизације налазио се у данашњем археолошком налазишту Монте Албану. Култура Запотека се развијала од приближно 500. п. н. е. до 1500. 
Запотечка економија се заснивала на гајењу кукуруза. За изградњу храмова су користили штуко технику. Измислили су систем писма заснован на пиктограмима. 
Запотеци су поштовали култ предака и веровали су у постојање раја у подземљу.

## Данас
Запотеци су данас једна од етничких група Мексика. Више од 400.000 људи говори запотечки језик. Попис становништва из 1997, утврдио је да у Мексику живи 785.000 Запотека. 
Познати председник Мексика из 19. века, Бенито Хуарез, био је Запотек. 